# André Crettenand
Pour les articles homonymes, voir Crettenand.
André Crettenand, né le 23 mars 1958 dans le canton du Valais, est un journaliste suisse.
Il est chef de l'actualité à la Télévision suisse romande de 2001 à 2008, directeur de l'information à TV5 Monde jusqu'en 2019 puis responsable des informations internationales à la Radio télévision suisse jusqu'en 2023.

## Biographie
André Crettenand naît le 23 mars 1958 dans le canton du Valais. Après des études classiques de latin et de grec au collège de Sion, il accomplit une licence en lettres à l'Université de Genève, qu'il achève en 1982 et une année d'assistanat à l'Université libre de Lublin en Pologne[réf. souhaitée].
Il est journaliste au journal de Genève entre 1983 et 1989, puis à l'Hebdo de 1989 à 1995,.
Devenu  par la suite correspondant parlementaire du téléjournal de la télévision suisse romande (TSR), il en est nommé en 1996 chef de la rubrique nationale. Chef de l'actualité de 2001 à 2008 à la TSR, il dirige le journal télévisé national, le 19h30, ainsi que les autres éditions d'actualité et les projets de développement de multimédia. De septembre 2008, à 2019, il est directeur de l'information à TV5 Monde. Il a été chroniqueur de l'actualité internationale dans l'émission Territoires d'info sur Public-Sénat[réf. souhaitée].
En 2019, il revient à la RTS pour assurer la responsabilité des relations internationales,.
Depuis avril 2023, il est journaliste indépendant[source secondaire souhaitée].
Son ouvrage La Suisse, l'invention d'une nation remporte le prix de l'hommage Gutenberg Suisse en 2017, décerné par la confrérie des compagnons de Gutenberg[réf. souhaitée].
Il est marié et père de deux enfants.

## Œuvres
- La Suisse, l'invention d'une nation, Éditions Nevicata, 2016, 94 p.[6],[11]. Édition revue et augmentée, 2023.